# Bolxaia Kokxaga
El Bolxaia Kokxaga - Большая Кокшага (rus) - és un riu de Rússia, un afluent per l'esquerra del Volga. Passa per l'óblast de Kírov i per la República de Marí El.
Té una llargària de 297 km i una conca de 6.330 km². És un riu de règim mixt, nival i pluvial. Es glaça generalment de novembre a abril. Desemboca a l'embassament de Kúibixev, prop de les viles de Marinski Possad i Kokxaisk. El seu afluent principal és el Bolxoi Kúndix.